# Marian Szwarc
Marian Szwarc (ur. 1939, zm. 10 marca 2002) – polski oficer żeglugi śródlądowej, twórca prawa wodnego, egzaminator, nauczyciel przedmiotów zawodowych (nawigacji i żeglugi) w Technikum Żeglugi Śródlądowej we Wrocławiu.

## Życiorys
Marian Szwarc swoją przygodę z żeglugą śródlądową rozpoczął w roku 1953 w Technikum Żeglugi Śródlądowej we Wrocławiu. W roku 1957 na zaproszenie dyrektora szkoły Tadeusza Cieśli otrzymał propozycję pracy w szkole na stanowisku bosmana na statku szkolnym „Małgorzata Fornalska”.
Po odbyciu służby wojskowej w Marynarce Wojennej powrócił do szkoły już jako nauczyciel przedmiotów zawodowych: locji, teorii prowadzenia statków, nawigacji i innych. Początki pracy zawodowej łączył ze studiami na Politechnice Wrocławskiej, które ukończył. Jako pasjonat żeglugi, przez cały okres swojego życia dokształcał się i doskonalał w zawodzie, co owocowało zaliczeniem go do ekspertów w tematyce żeglugi śródlądowej oraz morskiej. Często występował jako rzeczoznawca sądowy w sprawach wypadków żeglugowych. W latach sześćdziesiątych prowadził wykłady w Technikum Żeglugi Śródlądowej w Giżycku, Warszawie i Bydgoszczy a także odbywał zajęcia ze słuchaczami wydziału zaocznego we Wrocławiu. Od roku 1963, gdy Państwową Komisję Egzaminacyjną na stopnie oficerskie w żegludze śródlądowej umiejscowiono w szkole, egzaminował kandydatów na kapitanów, mechaników i pilotów żeglugi śródlądowej. Przeprowadzał liczne kursy doskonalące w zawodach żeglugowych, opracowywał testy egzaminacyjne, programy szkoleń materiały dla ministerstwa właściwego w sprawach transportu, Zjednoczenia Żeglugi Śródlądowej i innych instytucji branżowych.
W roku 1977 na statku szkolnym „Westerplatte II” dopłynął z uczniami TŻŚ do Schönebeck (Elbe) nad Łabą rozpoczynając w ten sposób współpracę szkoły wrocławskiej z siostrzaną szkołą w NRD. W ten sam sposób nawiązał współpracę w roku 1978 z Děčínem w Czechosłowacji a w roku 1980 ze szkołą w Budapeszcie.
W latach osiemdziesiątych był kierownikiem organizowanych przez Ministerstwo Komunikacji obozach przysposobienia obronnego odbywających się na statkach szkolnych, gdzie w trakcie rejsu młodzież z różnych szkół resortowych odbywała kurs kończony egzaminem na tytuł sternika motorowodnego. W latach osiemdziesiątych został wicedyrektorem szkoły Technikum Żeglugi Śródlądowej we Wrocławiu.
Po odejściu na emeryturę w roku 1987 organizował i odbywał liczne rejsy na szkolnym statku „Westerplatte II” m.in. z muzealnikami, dziennikarzami, gośćmi z Niemiec oraz z młodzieżą: z TŻŚ, innych szkół średnich a także szkół podstawowych.